# 堤大二郎
堤 大二郎（つつみ だいじろう、1960年12月27日 - ）は、日本の俳優・元アイドル歌手。本名は早島 正人。東京都中野区出身。

## 人物
- 趣味：日本舞踊、茶道、ボクシング、モダンダンス、料理。
- 特技：水泳、殺陣、居合道、剣道（2段）、合気道 （3段）、乗馬。
- 妻は女優の三浦リカ。

### 所属事務所
- 有限会社山の手企画 → 株式会社アイエス → 有限会社堤事務所

## 経歴
- 女の子をナンパしに出かけた六本木で、「おい、そこの君!」とナンパを注意する補導員のような強い口調で「山の手企画」社長の渡辺正次郎にスカウトされたのがきっかけで芸能界入りした[1]（渡辺は社長業以外にも作家としての顔や、上祐史浩・豊川誕などの身元引受人になったことでも話題となっている）。
- 芸名はその山の手企画社長の渡辺に名付けられ、一説ではその精悍な顔つきから「目いっぱい男らしい名前」を考えて「常にビッグであれ」との願いを込めて大の字を入れて大二郎とし、堤は堤防を連想させて「大河を堰き止める強さがある」ということで名字としたとされている。ただスタッフからは「垢抜けない」「時代がかっている（古臭くて大げさな感じ、など）」などと反対の声も多かったが、占いで診てもらったところ、この名前は「最高に強運」と言われたという[1]。
- 1980年、『ぼくら野球探偵団』で主役の星空天馬を演じ、芸能界デビュー。
- 1981年、「燃えてパッション」で歌手デビュー。『レッツゴーヤング』（NHK）に「サンデーズ」の一員としてレギュラー出演する。歌手同期には近藤真彦、沖田浩之、竹本孝之、ひかる一平、伊藤つかさなどがいる。
- 1981年からABC夏の高校野球テレビ中継のオープニングソング『君よ八月に熱くなれ』を歌う。1994年まで使用された。
- 美樹克彦が1967年にリリースしてヒットした「花はおそかった」を1982年にカバーした。
- 1984年のNHK大河ドラマ『山河燃ゆ』にレギュラー出演が決まり[2]、東宝も勢いに翳りが見えたたのきんトリオの次世代候補に堤を挙げたタイミングで[2]、他社所属である男性アイドル歌手の台頭に脅威を感じたメリー喜多川ジャニーズ事務所社長が[2]、各メディアへ圧力をかけたことによって[2]、沖田浩之、竹本孝之と共に一気にアイドルとしての活動の場を追われてしまう。
- 男性アイドルとして伸び悩んで低迷している存在として、とんねるずが「お笑いスター誕生!!」で披露したコント(このネタにて、10週勝ち抜きグランプリ獲得)の中でパロディの元ネタになったことがある。
- 1984年に『零戦燃ゆ』で映画デビューを果たし、以後は俳優として活動している。
- 俳優業に専念してからは時代劇の出演が多く、一時期は「時代劇の若きホープ」と言われたこともある。
- 1988年8月、ドラマ『軽井沢シンドローム』撮影中に、自ら運転していた自動車で事故を起こし、スタッフの一人が死亡、自らや共演者も重軽傷を負ったため、ドラマは製作中止となり、年内芸能活動を自粛する。その時放送中の夏の高校野球では「君よ八月に熱くなれ」の歌声は決勝戦まで流れたが「歌：堤大二郎」のクレジットは外された（翌年は元通りになった）。
- 学生時代から続けている剣道は二段、刀道は四段の腕前、合気道は三段。スポーツチャンバラの前身である小太刀護身道の全国大会にも出場したことがある[3]。

## ディスコグラフィ

### シングル
| #              | 発売日         | A/B面        | タイトル               | 作詞         | 作曲           | 編曲         | 規格品番     |
| ラジオシティ   | ラジオシティ   | ラジオシティ | ラジオシティ           | ラジオシティ | ラジオシティ   | ラジオシティ | ラジオシティ |
| -------------- | -------------- | ------------ | ---------------------- | ------------ | -------------- | ------------ | ------------ |
| 1              | 1981年 4月23日 | A面          | 燃えてパッション       | 岡田冨美子   | 鈴木キサブロー | 船山基紀     | RD-4018      |
| 1              | 1981年 4月23日 | B面          | Myギャル               | 山口あかり   | 森田公一       | 大谷和夫     | RD-4018      |
| 2              | 1981年 8月21日 | A面          | 恋人宣言               | 山口あかり   | 森田公一       | 大谷和夫     | RD-4026      |
| 2              | 1981年 8月21日 | B面          | 青い衝撃               | 岡田冨美子   | 鈴木キサブロー | 船山基紀     | RD-4026      |
| 3              | 1982年 1月21日 | A面          | 花はおそかった         | 星野哲郎     | 米山正夫       | エジソン渡辺 | RD-4033      |
| 3              | 1982年 1月21日 | B面          | 恋はストーミーウェザー | 及川恒平     | 三木たかし     | 高見弘       | RD-4033      |
| 4              | 1982年 5月21日 | A面          | ぎりぎり愛して         | 有川正沙子   | 沢田研二       | 大谷和夫     | RD-4040      |
| 4              | 1982年 5月21日 | B面          | レーザー・アイズ       | 有川正沙子   | 沢田研二       | 大谷和夫     | RD-4040      |
| 5              | 1982年 9月21日 | A面          | 彗星物語               | 深野義和     | 深野義和       | 河野土洋     | RD-4051      |
| 5              | 1982年 9月21日 | B面          | Lady Killer            | 長沢飛呂     | 長沢飛呂       | 大谷和夫     | RD-4051      |
| 6              | 1983年 1月21日 | A面          | セクシー・ベイブ       | 長谷川みつ美 | 伊豆一彦       | 伊豆一彦     | RD-4063      |
| 6              | 1983年 1月21日 | B面          | トライ マイ ハート     | 佐藤ありす   | 相沢行夫       | 伊豆一彦     | RD-4063      |
| 7              | 1983年 4月5日  | A面          | 君とDO IT!             | 湯川れい子   | L.Martine Jr.  | 伊豆一彦     | RD-4065      |
| 7              | 1983年 4月5日  | B面          | 哀・愁幕               | 佐藤ありす   | NOBODY         | 伊豆一彦     | RD-4065      |
| キングレコード |                |              |                        |              |                |              |              |
| 8              | 1990年 9月21日 | 01           | 今日子                 | 大津あきら   | 三木たかし     | 若草恵       | KIDX-20      |
| 8              | 1990年 9月21日 | 02           | くちびるに愛           | 大津あきら   | 三木たかし     | 若草恵       | KIDX-20      |

### アルバム
1. DAIJIRO FIRST・愛（LP、ラジオシティレコード RL-3011、1981年）
2. 青い衝撃（LP、ラジオシティレコード RL-3014、1982年）
3. ライブ（LP、ラジオシティレコード RL-1007、1982年）
4. スティル（LP、ラジオシティレコード RL-3027）
5. Memories（CD、ラジオシティレコード RCD-2021）
6. 風色のメッセージ〜今日子〜（CD、キングレコード KICX40、1990年12月5日）
7. 燃えてパッション ラジオ・シティ・イヤーズ・コンプリート・シングルス（CD、2015年2月18日）
8. 【名盤1000円】燃えてパッション ラジオ・シティ・イヤーズ・コンプリート・シングルス（CD、2021年7月7日）

## 出演

### テレビドラマ
- ぼくら野球探偵団（1980年、東京12チャンネル） - 星空天馬役
- ただいま放課後第3シリーズ（1981年、フジテレビ） - 川森役
- 走れ!熱血刑事 第14話「甦れ!!白球」（1981年、テレビ朝日） - 黒木役
- ちょっといい姉妹（1981年 - 1982年、TBS） - 大山役
- 大江戸捜査網（テレビ東京 / 三船プロ）
  - 第574話「逆襲! 熱血同心一番長い日」（1982年） - 生島源之助役
  - 平成版第1シリーズ 第23話（SP）「賭場破り桜吹雪」（1991年） - 遠山金四郎役
- 暴れん坊将軍シリーズ（テレビ朝日 / 東映）
  - 暴れん坊将軍II（1983年） - 津川文之進役
  - 暴れん坊将軍IX 第23話「山茶花の誓い 再会した兄は別人!?」（1999年） - 聖天上人（勇吉）役
- 大河ドラマ（NHK総合）
  - 「山河燃ゆ」（1984年） - 天羽勇役
  - 「太平記」（1991年） - 護良親王役
  - 「義経」（2005年） - 樋口兼光役
- 刑事物語'85（1985年、日本テレビ）
- 新春ワイド時代劇（テレビ東京）
  - 若き血に燃ゆる〜福沢諭吉と明治の群像（1984年）
  - 風雲 柳生武芸帳（1985年） - 柳生又十郎役
  - 風雲江戸城 怒涛の将軍徳川家光（1987年） - 一心太助役
  - 次郎長三国志（1991年） - 追分三五郎役
  - 天下の副将軍水戸光圀 徳川御三家の激闘（1992年） - 佐々木介三郎役
  - 徳川武芸帳 柳生三代の剣（1993年） - 徳川家光役
  - 織田信長（1994年） - 浅井長政役
  - 炎の奉行 大岡越前守（1997年） - 生島新五郎役
  - 赤穂浪士（1999年） - 色部又四郎役
- 年末時代劇スペシャル（日本テレビ）
  - 忠臣蔵（1985年） - 岡野金右衛門役
  - 白虎隊（1986年） - 山川大蔵役
  - 田原坂（1987年） - 西郷小兵衛役
  - 奇兵隊（1989年） - 伊藤博文役
  - 勝海舟（1990年） - 巌本善治役
  - 源義経（1991年） - 平知盛役
  - 鶴姫伝奇 -興亡瀬戸内水軍-（1993年） - 村上武吉役
- 銀河テレビ小説（NHK総合）
  - 家族は何をする人ぞ（1986年） - 秀人
- 武蔵坊弁慶（1986年、NHK総合） - 平資盛 役
- 木曜ドラマストリート「展望車殺人事件」（1986年、フジテレビ・大映テレビ） - 西本刑事役
- 現代恐怖サスペンス「白昼の悪魔・狙われた人妻」（1987年、関西テレビ・テレパック）
- 総務部総務課山口六平太（1988年、NHK総合） - 山口六平太役※主役
- 軽井沢シンドローム（1988年、テレビ朝日、上記の事情でお蔵入り）
- 樅ノ木は残った（1990年、日本テレビ） - 伊達綱宗 役
- お江戸捕物日記 照姫七変化（1990年、フジテレビ） - 竹田五郎兵衛 役
- 人形佐七捕物帳 佐七一番手柄（1990年9月25日、ユニオン映画・テレビ東京） - 佐七 役
- 長七郎江戸日記 第3シリーズ 第12話「居候は暴れん坊」（1991年1月15日、日本テレビ・ユニオン映画） - 貞之助 役
- 火曜サスペンス劇場「女医の殺人」（1991年4月30日放送、日本テレビ / 総合プロデュース）
- 八百八町夢日記 第2シリーズ スペシャル「みちのく忠臣蔵」（1991年10月8日、日本テレビ・ユニオン映画） - 相馬大介 役
- 不思議サスペンス・睡眠王（1992年、関西テレビ）
- 鬼平犯科帳 第3シリーズ 第13話「尻毛の長右衛門」（1992年3月18日、フジテレビ・松竹） - 布目の半太郎 役
- 半七捕物帳（1992年-1993年、日本テレビ） - 小山恭介 役
- あばれ八州御用旅 第4シリーズ（1994年、テレビ東京） - 銀駒の政吉 役
- これでいいのだ（1994年、NHK総合） - ※主役赤塚フジオ 役
- 清水次郎長物語（1995年、フジテレビ） - 追分三五郎 役
- 月曜ミステリー劇場「十津川警部シリーズ」8〜（1995年-、TBS） - 西本刑事役
- 大岡越前 14部 第10話「誓いを破った涙の喧嘩」（1996年8月19日、TBS・C.A.L） - 翔太
- 事件・市民の判決（1996年、テレビ東京）
- 御家人斬九郎 第2シリーズ 第9話「駆け込み」（1997年、フジテレビ・映像京都） - 速水慎吾役
- 男の選びかた（1997年、東海テレビ）
- 清少納言殺人事件（1998年、TBS）
- 京都始末屋事件ファイル 第8話「保険金殺人疑惑! ワイドショーの罠!!」（1999年、テレビ朝日） - 村山慎吾役
- 南町奉行事件帖 怒れ!求馬II（1999年 TBS・C.A.L）第5回「父親はだれ?」 - 仙太 役
- 水戸黄門（TBS）
  - 第26部第23話「京の都に恋の花・京都」（1998年） - 水谷小次郎役
  - 第29部〜第38部（2001年-2008年） - 徳川綱吉役
  - 第43部 第3話「名馬が守った父娘の絆・平塚」（2011年） - 松岡左馬之介役

妻の三浦リカは同番組の女優のゲスト出演は歴代最多である。
- こちら本池上署 （2003年、TBS） - 安本純一
- 人生はフルコース（2006年、NHK総合） - 料理人役
- お江戸吉原事件帖 第8話（2007年、テレビ東京） - 蓬莱屋役
- 主水之助七番勝負〜徳川風雲録外伝〜 第6話（2008年、テレビ東京） - 井川北斗役
- 必殺仕事人2009 第5話（2009年2月13日、テレビ朝日） - 棟方宗兵衛役
- ハンチョウ〜神南署安積班〜 第3話（2009年4月27日、TBS）
- 坂の上の雲（2009年11月29日 - 、NHK総合） - 井口省吾 役
- 月曜ゴールデン「おんな風来マジシャン・マリコの殺人事件簿」（2010年2月8日、TBS） - 河島刑事 役
- 水曜ミステリー9「警視庁特命刑事☆二人〜代官山コールドケース〜」（2015年12月23日、テレビ東京） - 吉田敬三 役
- 月曜プレミア8 内田康夫サスペンス 新・信濃のコロンボ 追分殺人事件（2020年6月8日、テレビ東京） - 秋山徳二 役
- 大岡越前スペシャル〜大波乱!宿命の白洲〜（2023年12月29日、NHK BS・BSプレミアム4K） - 酒井讃岐守 役[5]
  - 大岡越前7（2024年6月23日 - 8月11日、NHK BS・BSプレミアム4K）[6]

### テレビその他
- レッツゴーヤング（NHK総合）「サンデーズ」の一員。
- 田舎に泊まろう!（テレビ東京）
- BS-TBS開局10周年記念番組「プレミアム6 西村京太郎ミステリー紀行〜十津川警部が見た風景〜」（2010年2月28日、BS-TBS）
- クイズ!脳ベルSHOW (BSフジ)
- 日本大根役者協会（2021年1月21日、1月28日、サンテレビ十津川警部補役）

### ラジオ番組
- 堤大二郎「真夜中のらくがき帳」（文化放送）

### 映画
- 零戦燃ゆ（1984年） - 浜田正一 役 ※主役
- 童貞物語（1986年） - バーテンダー 役
- 必殺4 恨みはらします（1987年） - 神保主税 役
- DOOR（1988年） - 山川 役
- 流転の海（1990年） - 柄島 役
- 動天（1991年） - 大場新八郎 役

### 声優
- ドラゴンカンフー 水晶拳（1979年、香港） - ビリー・チョン 役 ※主役 (1983年4月21日、フジテレビ「木曜ファミリーランド」)
- 宇宙戦士バルディオス（1981年） - ラスカ 役 ※劇場アニメ
- おはよう!スパンク（1982年） - 島田翔 役[7] ※アニメ映画

### 舞台
- おしん
- 悪名
- アイ・ラブ・ニューヨーク
- 舞いの家
- 鬼と人と 信長と光秀
- GACKT眠狂四郎無頼控（2010年） - 土方縫殿助 役
- 秘祭（2011年8月30日-9月4日、新宿・全労済ホールスペース・ゼロ）

…他多数

### オリジナルビデオ
- ザ・首領 火の玉伝説（1993年）